# 聖徒傳記

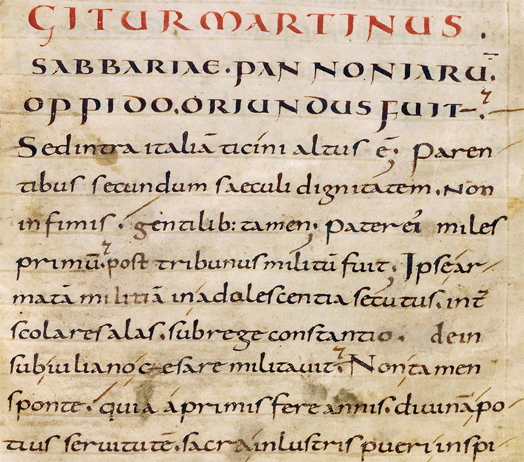
蘇爾皮基烏斯·塞維魯斯所作的《聖馬丁的一生》

聖徒傳記（英語：hagiography，/ˌhæɡiˈɒɡrəfi/，直译：神聖的和，直譯：書寫），也作 (來自拉丁語vita，直譯：生命，這是是大多數中世紀傳記標題的開頭），指的是聖徒或教會領袖的傳記，廣義上講是世界上任何宗教的創始人、聖徒、僧侶、修女或偶像的讚美和理想化的傳記。
基督教聖徒傳記關註生活，尤其是神蹟，表現這些神蹟的人往往被羅馬天主教會、東正教會、東方教會封為聖徒。其他宗教傳統，如佛教、印度教、道教、伊斯蘭教、錫克教和耆那教，也創造和維護關於聖人、古魯和其他被認為擁有神力者的故事。
聖徒傳記，尤其是中世紀的聖徒傳記，往往包含地方歷史和制度以及流行的邪教、習俗和傳統的記錄。然而，當提到現代的、非教會的作品時，一詞通常被用作對傳記和歷史的貶義引用，這些傳記和歷史的作者被認為對其主題不加批判或無限崇敬。